# Ендерун
Ендерун (османски турски: اندرون, из персијског andarûn, "изнутра") је термин који се користио у Османском царству да означи "унутрашњу службу" царског двора, и који се бавио интимним стварима османских султана. Ендеруни су били у супротности са бирунима, који су се бавили "спољашњом службом". Највећи чин међу ендерунима је имао капи ага.
Унутрашња служба била је подељена на четири одељења. По опадајућем редоследу важности, то су биле Тајна одаја (Хасова соба), Ризница, Тајна лардер (Килар-и Хас) и Велика и Мала одаја. Међу задужењима Унутрашње службе било је и управљање дворском школом, где су одабрани млади хришћански дечаци окупљени кроз систем девширме (међутим, од 17. века примани су и дечаци муслимани) обучавани за највишу државну функцију . Ови дечаци су тада служили у унутрашњој служби и били су познати као дечаци ("момци из унутрашњости").
Унутрашња служба била је такође значајна по запошљавању глувонемих (немих), бар од времена Мехмеда II, до краја царства. Они су деловали као чувари и пратиоци, а због њихове посебне природе често су им били поверавани високо поверљиви задаци, укључујући погубљења. Њихов број је варирао, али никада нису били бројни; имали су своје униформе и иако су многи били писмени, такође су комуницирали на свом посебном знаковном језику.